# Angerville-la-Campagne
Angerville-la-Campagne é uma comuna francesa na região administrativa da Normandia, no departamento de Eure. Estende-se por uma área de 3,62 km². Em 2010 a comuna tinha 1 415 habitantes (densidade: 390,9 hab./km²).